# Giallo a Venezia
Giallo a Venezia è un thriller erotico italiano del 1979, diretto da Mario Landi e prodotto da Gabriele Crisanti. La collaborazione fra regista e produttore si rinnoverà anche l'anno successivo, con il film Patrick vive ancora.

## Trama
A Venezia, la polizia viene avvertita della presenza dei cadaveri dei coniugi Flavia e Fabio vicino al canale della Giudecca. La squadra mobile giunta sul posto, capitanata dal commissario De Pol e dal fido medico legale Alberto, comincia a fare una prima analisi del caso: l'uomo è stato pugnalato con un oggetto non identificato e viene rinvenuta della cocaina in tasca e la donna, nonostante sia col corpo fuori dall'acqua, pare essere morta annegata, particolare che rende perplesso il commissario. De Pol nota d'essere osservato da un anziano che abita lì vicino e invia il brigadiere Maestrin a interrogarlo, ma ciò non è d'alcuna utilità alle indagini. Dall'esito dell'autopsia risulta che Flavia ha avuto un rapporto sessuale prima di morire e l'arma del delitto viene identificata in un grosso paio di forbici. De Pol interroga Marzia, amica della coppia, che racconta di certi strani comportamenti sessuali tenuti da Fabio e di come questi coinvolgesse la moglie per soddisfare i propri piaceri.
Durante l'interrogatorio, Marzia riceve delle telefonate minatorie da parte del suo ultimo spasimante, che dopo la rottura della relazione continua a tormentarla, ma la donna non intende denunciarlo, sperando che alla fine desista. Il telefono di Marzia viene messo sotto controllo e la casa perquisita mentre si reca in un bar per incontrare un amico, Marco De Zan, spacciatore vecchia conoscenza di De Pol, per riferirgli gli ultimi avvenimenti, ignara d'essere spiata da qualcuno; Maestrin trova una lettera di minacce di morte rivolte alla donna e alcune diapositive raffiguranti un'orgia tra Fabio, Flavia, Marzia, Marco e una prostituta. Proprio quest'ultima nella notte viene brutalmente uccisa da un giovane in occhiali da sole, lo stesso che aveva pedinato Marzia durante il giorno.
De Pol convoca Marzia e Marco, tuttavia i due posseggono un alibi per il giorno del delitto della Giudecca e non aggiungono altro. Il commissario chiede consigli ad Alberto per cercare di comprendere la personalità di Fabio al fine di provare a trovare una pista da seguire per sbloccare le indagini. Ma la soffiata giusta viene fornita da un'anziana, Flora Biasini, e De Pol viene a sapere che Flavia frequentava spesso un disegnatore, Bruno Nielsen. Il commissario si reca a interrogarlo: questi era l'ex amante di Flavia, ancora innamorato di lei, e un suo grande confidente. Flavia l'aveva cercato recentemente per sfogarsi delle scioccanti esperienze cui veniva sottoposta da Fabio: da gesta d'esibizionismo a violenti amplessi notturni e diurni, le richieste del marito si facevano sempre più umilianti. Nonostante ciò Flavia non riusciva a opporsi al consorte, dato l'amore che provava per lui, benché ne eseguisse controvoglia le richieste.
Quella stessa notte Marco va da Marzia e i due finiscono con l'avere un rapporto sessuale, inconsapevoli d'essere osservati dal giovane in occhiali scuri. Questi attacca Marco quando torna a casa, gli spara, lo cosparge di benzina e gli dà fuoco; viene però ferito da un metronotte e perde la pistola. Dopodiché va a casa di Marzia, la picchia, la lega al tavolo e la sevizia orribilmente, amputandogli una gamba con una sega mentre la donna è ancora cosciente; la mattina seguente il corpo viene ritrovato nel frigorifero dalla donna delle pulizie. Maestrin riesce a rintracciare il nome del proprietario della pistola: Andrea Caron, studente universitario di filosofia. De Pol e il brigadiere irrompono a casa sua e il commissario nota subito una ferita d'arma da fuoco alla mano. Portato in questura, interrogato e messo alle strette dal commissario, che gli mostra il paio di forbici dell'omicidio della prostituta trovate in un doppio fondo del suo armadio, Andrea perde la testa e, delirando, si prende la colpa degli ultimi tre omicidi col movente della profonda gelosia provata verso Marzia, ma negando la responsabilità di quello della Giudecca. De Pol allora punta su Bruno, l'unico indiziato rimasto. Il disegnatore racconta di avere ricevuto una telefonata da Flavia il giorno del delitto: pareva che i rapporti con Fabio si fossero calmati ed erano andati alla Giudecca a fare acquisti per rinnovare l'arredamento. Là De Pol rivede il vecchio interrogato da Maestrin, che dichiara di avere visto Fabio costringere un'altra volta Flavia a prostituirsi con due operai. Rintracciati i due uomini, De Pol riesce finalmente ad avere il quadro completo della vicenda: Flavia, traumatizzata profondamente dall'esperienza vissuta, uccide Fabio con un paio di forbici appena acquistate e si suicida gettandosi in canale. Bruno, appena giunto sul posto, tenta di salvarla trascinandola fuori dall'acqua, ma la donna è ormai morta e l'uomo prende con sé l'arma del delitto.

## Distribuzione
Edito in home video da Star Video.